# Pflegamt Gostenhof

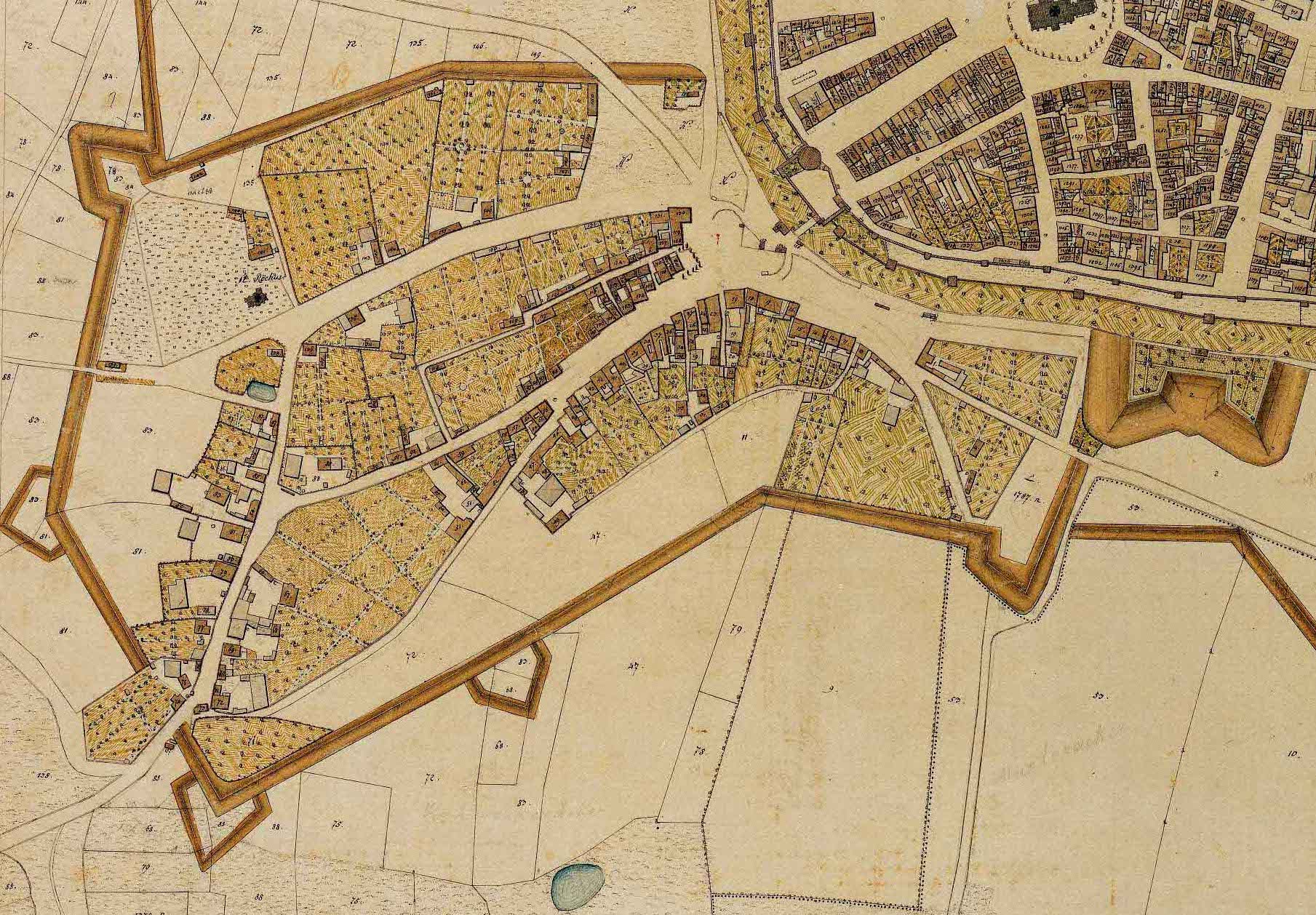
Gostenhof zu Beginn des 19. Jahrhunderts

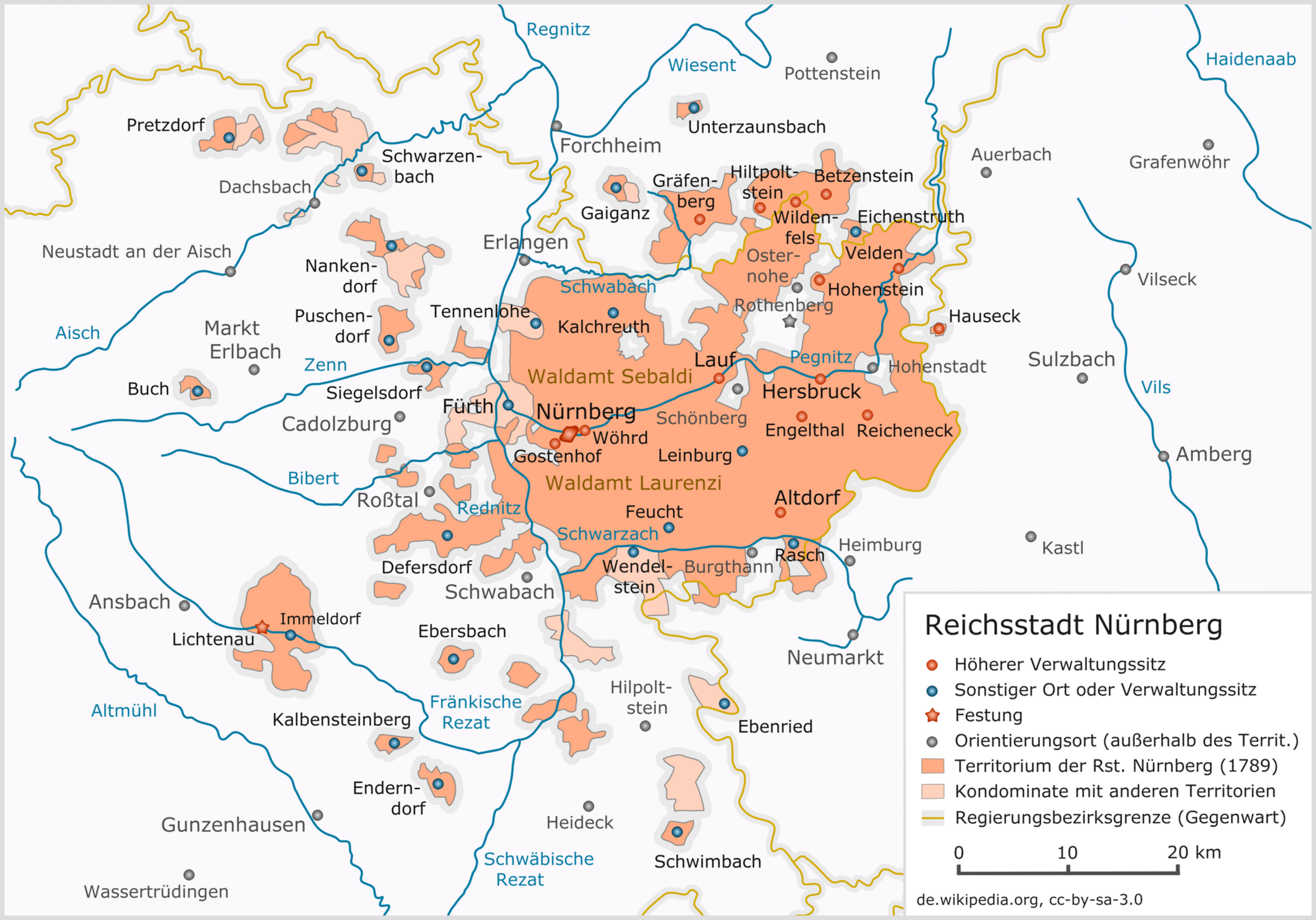
Das Landgebiet der Reichsstadt Nürnberg

Das Pflegamt Gostenhof war eines der zeitweise mehr als ein Dutzend Verwaltungsgebiete, mit denen die Reichsstadt Nürnberg die Administration ihres Territorialbesitzes organisiert hatte.

## Geschichte
Das Pflegamt Gostenhof wurde eingerichtet, nachdem es dem Rat der Reichsstadt 1477 gelungen war, den größten Teil des grundherrschaftlichen Besitzes in Gostenhof zu erwerben. Damit wurde Gostenhof zu einer Nürnberger Vorstadt, für das ein eigenes Wappen geschaffen wurde, das einen geflügelten Engel zeigte, der die beiden nürnbergischen Stadtwappen in Händen hielt. Als eine der frühen Erwerbungen Nürnbergs zählte das Pflegamt zu dem als Alte Landschaft bezeichneten Teil des Nürnberger Landgebietes. Im Gegensatz zu den Pflegämtern der Neuen Landschaft unterstand das Gostenhofer Pflegamt nicht dem Landpflegamt, sondern dem Losungsamt. Die Geschichte des Pflegamtes Gostenhof endete mit der im Jahr 1796 erfolgten preußischen Annexion, in deren Folge es zu einem Bestandteil von Ansbach-Bayreuth wurde.